# 중고제
중고제(中고는 철종 때 명창 한송학이 창시, 김정근·김창룡 등이 계승한 판소리 유파의 하나로 동편제에 속한 유파 중에서 비교적 큰 유파이다.
경기도 남부와 충청도를 중심으로 전승되었으며 창법은 동편제와 서편제의 절충형인 듯하나 소리의 특징으로 보아 동편제에 속한다. 반음(半音)을 많이 쓰며, 음정은 단계적으로 치켜 올라가고 있으므로 소리끝은 동편제 소리와 같이 매우 드높다. 중고제의 명창으로는 염계달·김성옥·모흥갑·고소관·김제철·한송학·김석창·김정근 등이 있다.